# Schismatoclada thouarsiana
Schismatoclada thouarsiana là một loài thực vật có hoa trong họ Thiến thảo. Loài này được (Baill.) Homolle miêu tả khoa học đầu tiên năm 1939.